# Università di Jena
L'Università di Jena (Alma Mater Jenensis), intitolata a Friedrich Schiller (in tedesco, Friedrich-Schiller-Universität Jena, FSU), è un'università tedesca situata a Jena in Turingia. Conta oltre 20 600 studenti (semestre invernale 2009/10) e 340 professori.

## Insegnamenti
L'università di Jena conta 10 facoltà (Teologia, giurisprudenza, Economia, Scienze umanistiche, Scienze sociali, Matematica e Informatica, Fisica e Astronomia, Chimica e Scienze della Terra, Biologia e Farmacia, Medicina) a ciascuna delle quali afferiscono vari istituti. I corsi di laurea sono 113.

## Storia
L'università è stata fondata nel 1558; nel 2008 l'FSU ha celebrato i 450 anni di tradizione accademica.
È nota innanzitutto per essere stata il punto di incontro dei teorici del Romanticismo come i fratelli Wilhelm e Friedrich Schlegel, oltre che Novalis. Nel 1934 è stata intitolata a Friedrich Schiller, il quale fu professore a Jena.